# Ermita de Nuestra Señora de la Providencia
La ermita de Nuestra Señora de la Providencia, también denominada Ermita del Medio Camino (en catalán:Ermita de Mig Camí), ya que está situada a medio camino entre la ciudad de Tortosa y la Ermita de Coll del Alba. Es un santuario situado en el término municipal de Tortosa, perteneciente a la comarca catalana del Bajo Ebro, en la provincia de Tarragona. Está protegida como Bien Cultural de Interés Local.

## Descripción
Este conjunto está situado a unos 5 km de Tortosa por la «carretera de la Simpática» o de «Coll del Alba», a medio camino entre la carretera y la ciudad. El santuario consta de iglesia y hospedería o «casa de los ermitaños». A su alrededor hay una explanada desde donde se contempla la ciudad y sus alrededores, hasta el Puerto de Tortosa-Beceite.
Está dedicada a la advocación mariana de la Virgen de la Providencia. 

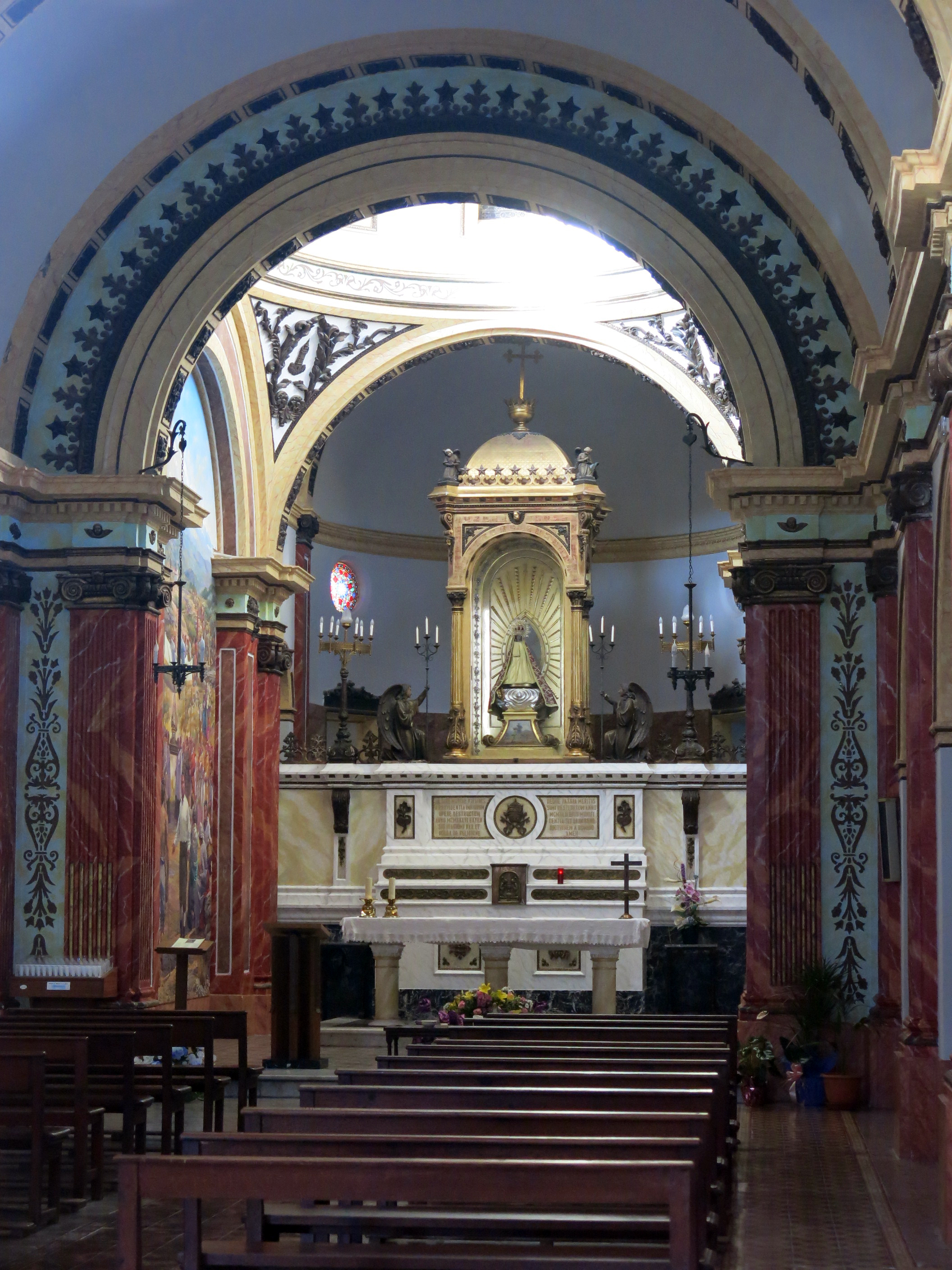
Interior de la nave y el altar de la ermita

### Interior de la ermita
La iglesia es de planta rectangular y está compuesta por una nave con cinco capillas laterales. En el primer tramo de nave, flanqueando el acceso, se encuentran dos espacios porticados laterales exteriores. La nave central, cuya altura es superior a la de las capillas, está cubierta por una bóveda de cañón y tiene una linterna ochavada ante el presbiterio. En el interior del ábside, tras el altar, se encuentra el camarín de la Virgen, cuya parte superior está coronada por siete estrellas grises de cinco puntas. El arco principal del presbiterio está decorado con diecinueve estrellas.

### Exterior de la ermita
En la parte exterior, la linterna está constituida por un tejado de cerámica vidriada, repitiéndose en cada teja el motivo de la estrella, y el vértice superior está coronado por la imagen de la Virgen de la Providencia.
En el lado sur, adosado a la iglesia, se halla un porche cubierto con un arco de medio punto con pilares de piedra y arcos de ladrillo. Los muros son de mampostería enlucida. La cubierta exterior es de tejado, a dos vertientes en la nave, y a una en las capillas.
La vivienda de los ermitaños está adosada en la cabecera. Su tipo de construcción es común a las viviendas de la zona. En su puerta de acceso hay una placa de azulejos vidriados con la imagen de la Virgen de la Providencia.

### Capillas de la ermita
- Capilla dedicada a San José. Imagen de San José dando la mano al Niño Jesús. También dedicada a la imagen de la Virgen del Carmen.
- Capilla dedicada a San Antonio de Padua. Imagen de San Antonio con el niño en brazos. En esta capilla también se encuentra la Virgen de la Cinta, patrona de Tortosa, y a su lado, Santa Teresa del Niño Jesús, y el Arcángel San Rafael.
- Capilla dedicada a San Judas Tadeo.
- Capilla dedicada a la madre María Rosa Molas, fundadora de las Hermanas de Nuestra Señora de la Consolación. En esta capilla encontramos una placa y una cruz dedicada a Ovidio Tobies, promotor de los cursillos de cristiandad en Tortosa.
- Camarín de la Virgen de la Providencia.

#### Otras imágenes relevantes
- Imagen de San Enrique de Ossó, fundador de la Congregación de Hermanas de la Compañía de Santa Teresa de Jesús, personaje muy importante para Tortosa.
- Imagen de Gil de Frederich, misionero tortosino.

## Historia
Esta ermita data del siglo XVII, aunque se han realizado posteriores modificaciones hasta el siglo XX.

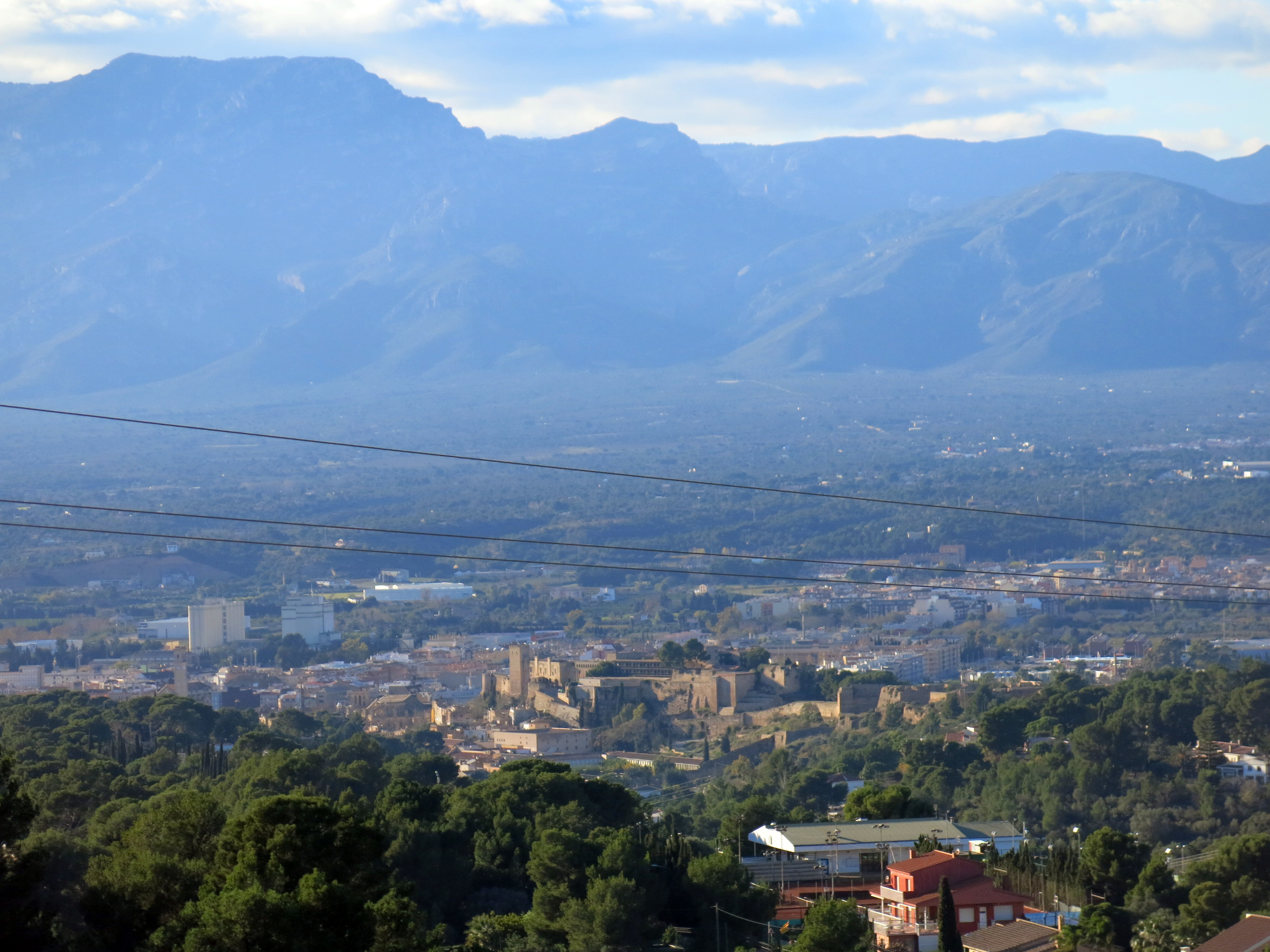
Vista panorámica desde la ermita

Por delante de la misma pasaba la Vía Heraclia griega, y posteriormente la Vía Augusta Romana. Probablemente, construyeron en ese solar una torre de vigilancia, ya que desde allí se divisaban todas las tierras del Ebro. 
Parece ser que el santuario ya existía antes de la invasión musulmana en la Península. Con el tiempo y las distintas invasiones, todos estos elementos fueron destruidos. Fue reconstruido después de la Reconquista, pero arrasado nuevamente en 1640, con la Guerra de los Segadores, convirtiéndose así en un campamento del ejército francés.
Reconstruido nuevamente en 1699, y en 1710 es restaurada la imagen de la Virgen.
Sobre la puerta de la iglesia se conserva una inscripción conmemorativa con fecha de 1699 y otra del siglo XIX con las dos últimas cifras borradas.

## Las «estrellitas» de la Ermita de Nuestra Señora de la Providencia
La Ermita de Nuestra Señora de la Providencia es un lugar de peregrinación muy conocido en la comarca, además de por la devoción a la Virgen, porque en él se encuentran las famosas «estrellitas» (en catalán:«estrelletes»), que la leyenda atribuye al manto de la Virgen, localizadas en la explanada que circunda la ermita.
Estas «estrellitas» son unas diminutas piedras que los peregrinos llevan recolectando desde hace siglos, y a las que le son atribuidas facultades milagrosas, porque según cuentan las distintas leyendas, se desprendieron del manto de la Virgen. 

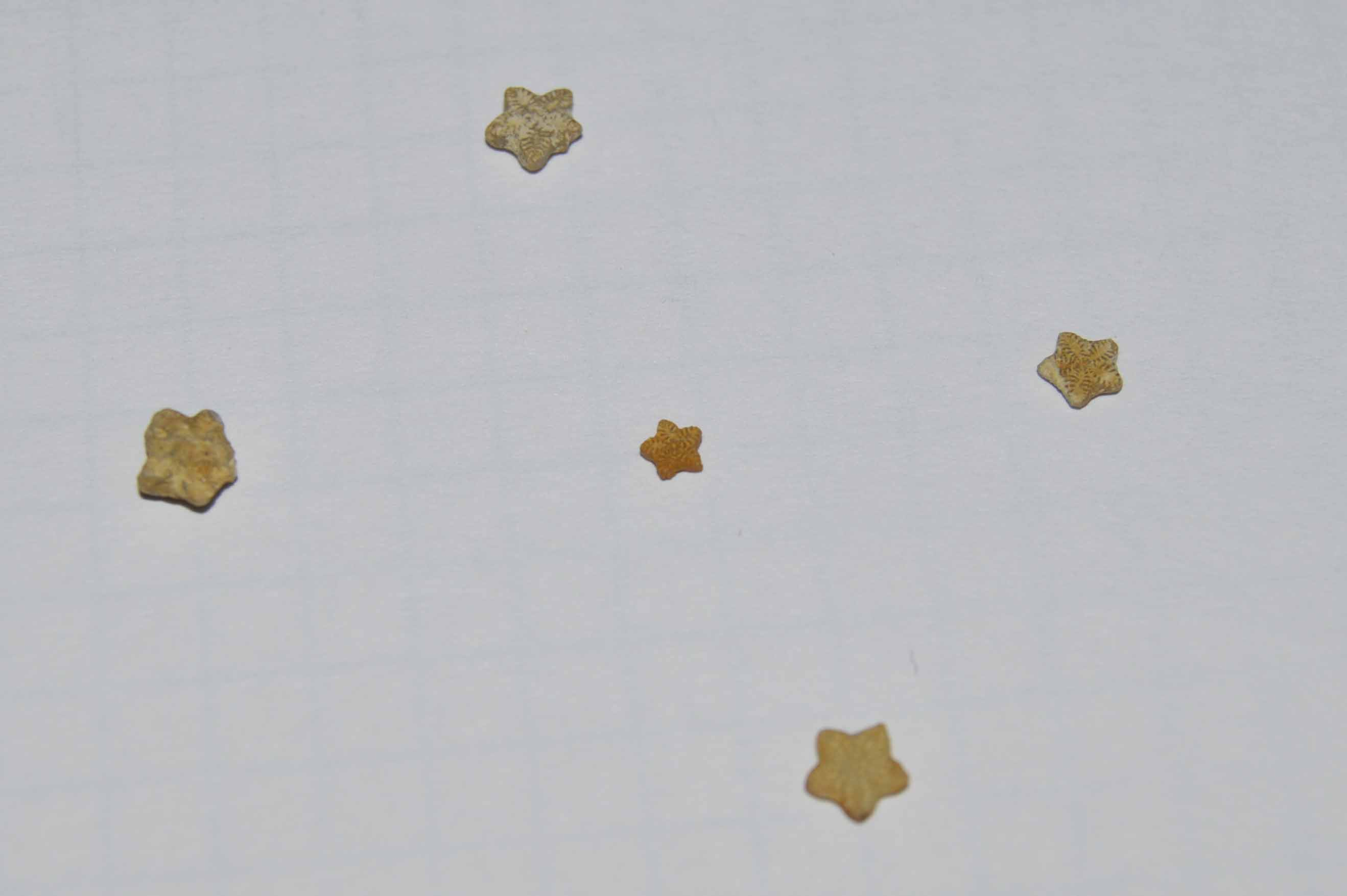
«Estrellitas» encontradas en los alrededores de la ermita

Las «estrellitas» son, en realidad, pequeños artejos individuales, de sección estrellada, inferiores a 5 milímetros de diámetro que proceden de la disociación de los tallos de los llamados comúnmente «lirios de mar», aunque científicamente se les denomina «Crinoideos»; pertenecen al grupo de equinodermos, con simetría pentámera. Cuando aparecen varios artejos o «estrellitas» juntos se les denomina «pilarcitos» (en catalán: «pilanets»). El tallo de estos lirios es el pedúnculo con el que se agarra al fondo marino. Está formado por la acumulación de plaquetas calizas circulares, pentagonales, o estrelladas. Cuando el animal muere este esqueleto se desmorona y se expande por el fondo marino incorporándose a los sedimentos blandos marinos. Al cabo de millones de años los sedimentos se han compactado y se han convertido en roca. Cuando ésta asciende a la superficie, se descompone parcialmente liberando partes fosilizadas. 
Estos artejos habitaron el fondo marino durante el Cretácico Inferior, hace aproximadamente 130 millones de años. Cuando algunos de estos sedimentos, hace 60 millones de años, se empezaron a elevar, emergieron y se transformaron en los terrenos que constituyen esta zona. 
Al margen de la ciencia y de su explicación científica, se encuentran recopiladas algunas leyendas populares que pretenden explicar la presencia de las «estrellitas» dando autenticidad a su origen extraordinario, y así justificar sus virtudes sobrenaturales relacionándolas con hechos milagrosos de la Virgen de la Providencia. 